# Sydbank Arena Odense
Sydbank Arena også kendt som (Odense Idrætshal) er en idrætshal i Odense Idrætspark (en) i det vestlige Odense. Hallen bruges blandt andet som hjemmebane for Odense Håndbold A/S. Hallen består af en opvisningshal og en træningshal. Opvisningshallen har plads til 2.300 siddende tilskuere. Dog 3.000 siddende og stående til koncerter. En mobil tribune har plads til cirka 300 tilskuere. Opvisningshallen måler 46*24 meter. Træningshallen måler 44*24 meter og kan bruges til alle indendørs sportsgrene.